# Spilosoma postimpuncta
Spilosoma postimpuncta là một loài bướm đêm thuộc phân họ Arctiinae, họ Erebidae.